# Emishi

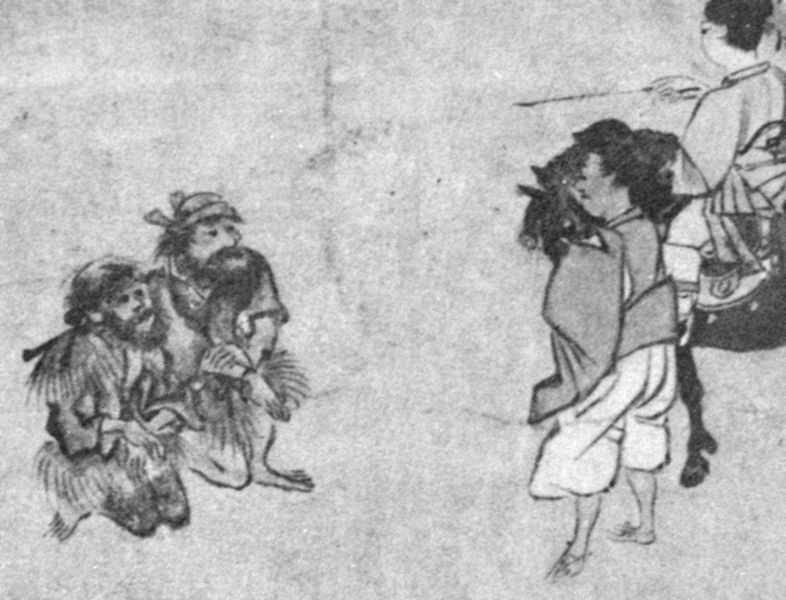
Emishi fent un homenatge al príncep Shotoku. Produït el 1324, basat en Shotokutaishi e-den e-maki, realitzat el 1069.

El terme Emishi (虾夷), era utilitzat al Japó (abans del segle vii escrit com 毛人) per designar els habitants del nord-est de Honshu, en el territori que avui es coneix com a regió Tohoku. Algunes tribus d'aquesta regió es van oposar i van resistir al govern dels emperadors del Japó a finals del període Nara i a començaments del període Heian. Alguns historiadors contemporanis asseguren que els emishi eren nadius descendents de la cultura Jōmon i relacionats amb els ainu.

## Conquesta
Els emishi estaven constituïts per moltes tribus, alguns aliats dels japonesos (fushu, IFU) mentre que altres van romandre hostils (iteki). Els emishi del nord-est de Honshu depenien dels seus cavalls durant el combat, per la qual cosa van desenvolupar un sistema únic d'atac i fugida per mitjà d'arquers a cavall que era molt efectiu contra el lent exèrcit japonès d'aquella època, compost quasi exclusivament per infanteria pesant. Els primers intents de subjugar aquestes tribus van ser un fracàs, ja que les tècnica de guerra de guerrilles utilitzada pels emishi era superior.